# Sabal maritima
Sabal maritima es una especie de palmera originaria de Jamaica y Cuba.

## Descripción
Sabal maritima es una palmera con tallos solitarios, gruesos, que alcanza un tamaño de hasta 15 metros de altura y 25-40 centímetros de diámetro. Las plantas tienen unas 25 hojas, cada una con 70-110 foliolos. Las inflorescencias están ramificadas y tan largas como las hojas, soportan un fruto globoso en forma de pera de color negro. Los frutos miden 0.8-1.4 centímetros de diámetro.

## Taxonomía
Sabal marítima fue descrita por (Kunth) Burret y publicado en Repertorium Specierum Novarum Regni Vegetabilis 32: 101. 1933.
Etimología
Sabal: nombre genérico de origen desconocido, quizás basado en un nombre vernáculo.
maritima: epíteto latino que significa "cerca del mar, costera".
Sinonimia
- Corypha maritima Kunth
- Sabal taurina Mart.
- Sabal florida Becc.
- Sabal jamaicensis Becc.[5][6]